# 非行少女 (1963年の映画)
『非行少女』（ひこうしょうじょ）は、1963年に公開された浦山桐郎監督の日本映画。 
同年7月開催の第3回モスクワ国際映画祭に出品され、金賞を受賞した。

## 製作・撮影

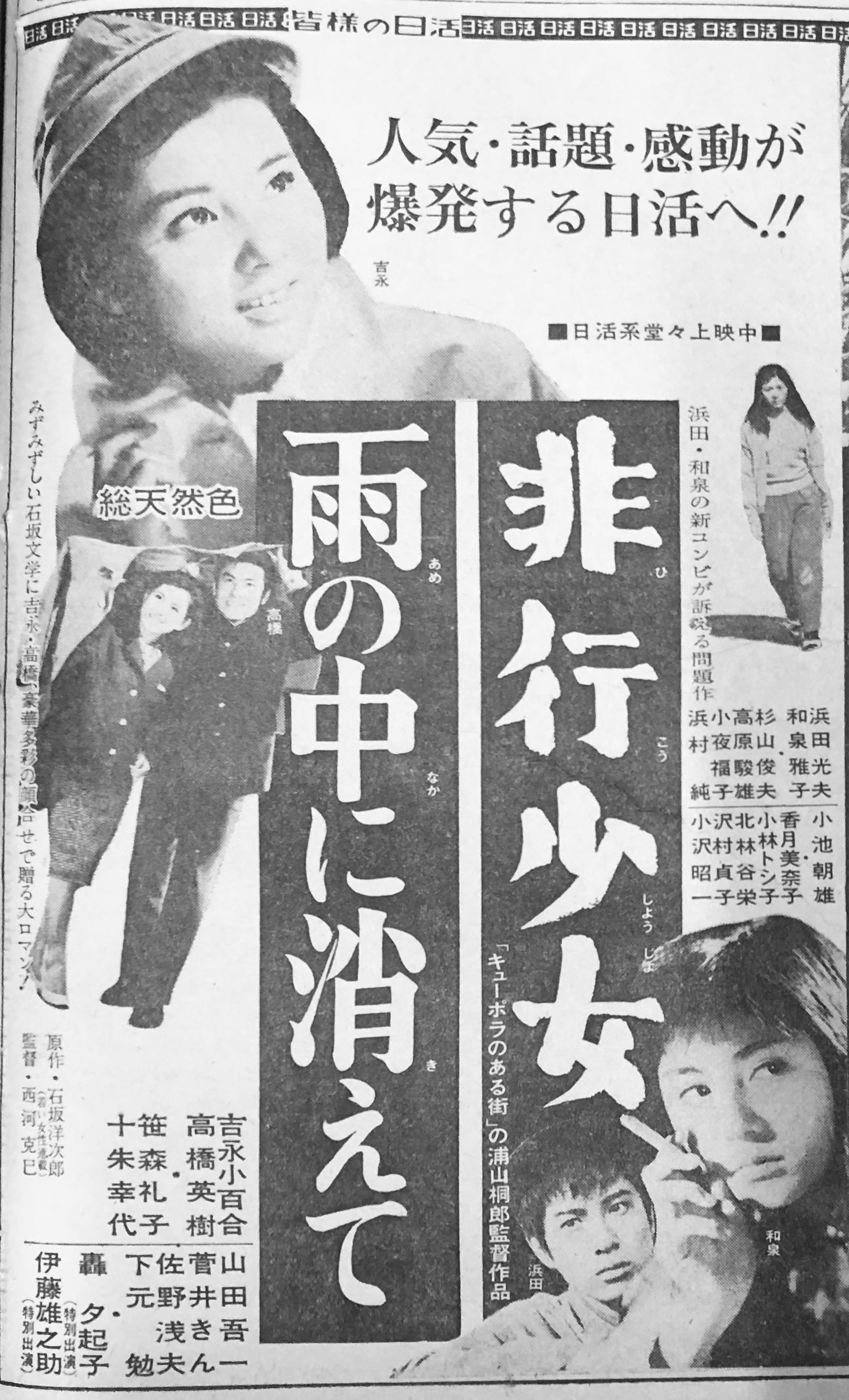
新聞広告。併映は西河克己監督の『雨の中に消えて』。

『キューポラのある街』（1962年4月8日公開）のプロデューサーを務めた大塚和は監督の浦山桐郎と、大島渚の映画の脚本家として知られた石堂淑朗を引き合わせた。浦山は、『別冊小説新潮』1962年7月号に掲載された森山啓の小説『三郎と若枝』の脚本を頼みたい、と石堂に話した。浦山は数多くの教護院（現・児童自立支援施設）を取材したのちに脚本に取り掛かった。浦山と石堂が共同で書いた脚本は『映画評論』1963年1月号に掲載された。
1962年11月にクランクイン。浦山は主役の和泉雅子をロケ先の実際の教護院に入れ、そこに暮らす少女たちと三日ほど生活させた上でリハーサルを繰り返した。教護院の子どもたちも和泉とともに出演した。内灘町の 加能学園がロケ撮影地として使われた。和泉と浜田光夫は日活の看板俳優だったため、正月映画に出演しなければならず、12月に撮影は中断。1963年1月に撮影は再開。映画は内灘闘争がストーリーの要の一つであり、内灘町の海岸の弾薬庫などで撮影が行われた。いくつかの海岸のシーンは費用の関係で茨城県鹿島町（現・鹿嶋市）で撮られた。ラストシーンの撮影は白山市の加賀笠間駅で行われた。三郎（浜田光夫）が若枝（和泉雅子）のために朗読する詩は三好達治の「汝の薪をはこべ」である。
1963年3月17日に公開された。併映は西河克己監督の『雨の中に消えて』だった。
同年7月、第3回モスクワ国際映画祭に出品された。4日目の7月10日に上映され、ベリコ・ブライーチ監督の『夕焼けの戦場』、ヤン・カダールとエルマール・クロスの共同監督の『Smrt si ríká Engelchen』とともに金賞を受賞した。グランプリをとったのはフェデリコ・フェリーニの『8 1/2』だった。映画祭に出席した浦山は『8 1/2』に叩きのめされた。ソ連からフランスに入るとパリの映画館で再び『8 1/2』を見た。影響を受け、浦山は以後、シンボリックな技法を作品に取り入れるようになった。

## スタッフ
- 企画 - 大塚和[1]
- 監督 - 浦山桐郎[1]
- 原作 - 森山啓 『三郎と若枝』（『青い靴』）[4]
- 脚本 - 石堂淑朗・浦山桐郎[1]
- 撮影 - 高村倉太郎[1]
- 美術 - 中村公彦[1]
- 音楽 - 黛敏郎[1]
- 録音 - 神谷正和[1]
- 照明 - 熊谷秀夫[1]
- 編集 - 丹治睦夫[1]
- 助監督 - 大本崇史
- 製作主任- 山野井政則[16]
- 方言指導 - 佐々木守[16]
- 技斗 - 三杉健[16]

## キャスト
- 和泉雅子 - 北若枝[1]

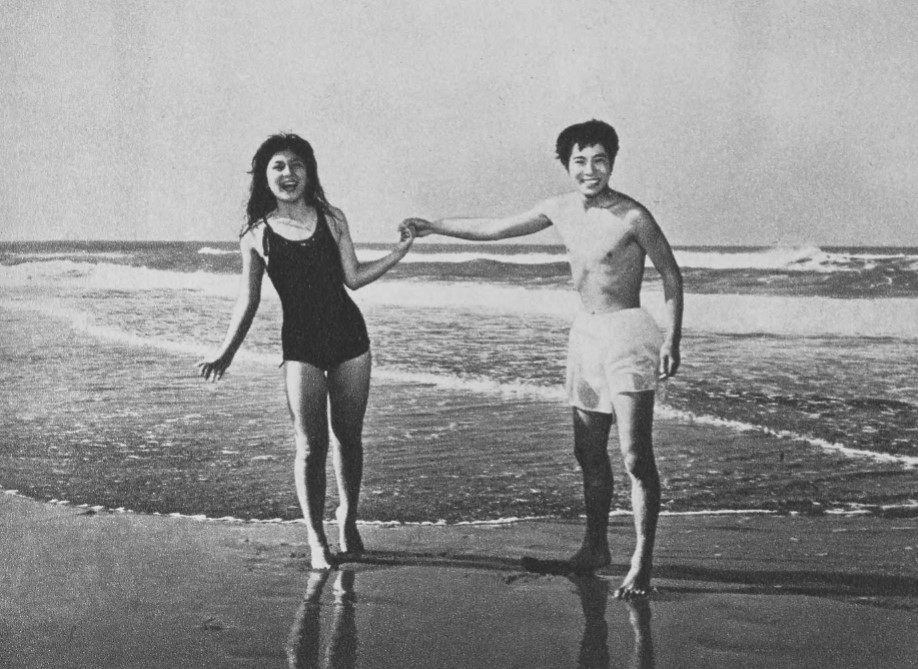
和泉雅子、浜田光夫

- 浜田光夫 - 沢田三郎[1]
- 浜村純 - 北長吉[1]
- 佐々木すみ江 - 北勝子[1]
- 北林谷栄 - 中野静江[1]
- 佐藤オリエ[16] - 静江の娘
- 沢村貞子[16] - 若枝のおば
- 小池朝雄 - 沢田太郎[1]
- 香月美奈子 - 沢田由美子[1]
- 小夜福子 - 沢田ちか子[1]
- 小沢昭一 - 小使[1]
- 高原駿雄 - 武田[1]
- 小林トシ子[4] - 武田の妻
- 小林昭二[16] - 米田
- 赤木蘭子 - マス[1]
- 加原武門 - 北時十郎[1]
- 高田敏江[16] - 児童相談所の職員
- 鈴木瑞穂[16] - 児童相談所の職員
- 杉山俊夫 - 竜二[1]
- 藤岡重慶[16] -『美しま』の客
- 野呂圭介[16] - 三郎の学友
- 兼松恵 - アキ子[1]
- 吉田志津子 - 富子[1]
- 河上信夫 - 園長[1]
- 日野道夫[16] - 恵愛学園の職員
- 光沢でんすけ[17][16] - 流しのギター弾き
- 森坂秀樹 - 差し入れの少年

## 受賞歴
- 1963年 第3回モスクワ国際映画祭
  - 金賞 『非行少女』（浦山桐郎監督）[5]
- 1963年度 第37回キネマ旬報賞
  - 日本映画ベスト・テン10位 『非行少女』（浦山桐郎監督）[18]
- 1963年 第18回毎日映画コンクール
  - スタッフ部門 音楽賞 黛敏郎 『非行少女』、『にっぽん昆虫記』[5][19]